# Кристенсен, Сигурд
Сигурд Франк Кристенсен (дат. Sigurd Frank Christensen; 16 апреля 1911, Копенгаген — 23 ноября 1963, Хёрсхольм) — датский яхтсмен, участник летних Олимпийских игр 1936 года в классе Олимпик.

## Спортивная биография
В 1936 году Сигурд Кристенсен принял участие в летних Олимпийских играх в Берлине. Датский спортсмен выступил в новом олимпийском классе Олимпик. Все участники соревнований выступали на лодках, предоставленных организаторами и названными в честь немецких городов. Кристенсен выступал на лодке «Киль». Гонки на играх проходили в тяжёлых погодных условиях и часто переносились. Наилучшим результатом в семи гонках для датчанина стало пятое место в первой гонке, однако из-за не самых лучших результатов, показанных в остальных заездах, в общем зачёте Кристенсен занял только 12-е место.